# Brawley (Kalifornia)
Brawley – miasto w Stanach Zjednoczonych, w stanie Kalifornia, w hrabstwie Imperial. Według spisu ludności przeprowadzonego przez United States Census Bureau w roku 2010, w Brawley mieszka 24 953 mieszkańców.